# 尕朵乡
尕朵乡是中国青海省玉树藏族自治州称多县下辖的一个乡。镇辖区面积1000平方千米，人口0.5万，以藏族为主，占总人口的99.8％。距離离尕朵乡人民政府所在地15公里有雪山嘎朵觉悟。

## 行政区划
尕朵乡下辖以下地区：
拉司通村、吾海牧委会、郭吾村、兰达村、达哇村、德达村和帮布村。